# Хребет Русского Географического Общества
Хребе́т Ру́сского Географи́ческого О́бщества — горный хребет в Китае, в горной стране Кам на востоке Тибетского нагорья. Хребет был исследован в 1900 году Петром Кузьмичом Козловым и назван в честь Русского географического общества.

## География и геология
Административно хребет находится на территории Юйшу-Тибетского автономного округа провинции Цинхай и округа Чамдо Тибетского автономного района. Северо-западная часть хребта Русского Географического общества отнесена на карте геоморфологического районирования Китая к одному из внутренних регионов Тибетского нагорья, а юго-восточный сегмент этого хребта (в округе Чамдо) включён в состав Сино-Тибетских гор.
Протяжённость хребта с северо-запада на юго-восток составляет около 450 км. Максимальная высота — 5872 м. На вершинах и в гребневой зоне лежат ледники. Хребет сложен преимущественно известняками, сланцами и песчаниками. Служит водоразделом рек Янцзы и Меконг; глубоко расчленён долинами их притоков. Далее на юг водораздел Янцзы и Меконга продолжается как хребет Нинцзиншань (Маркамшань).

## Растительный мир
На северо-западе доминируют горные степи, на юго-востоке до 4000 м встречаются хвойные леса, выше — разнотравно-злаковые луга.

## Галерея

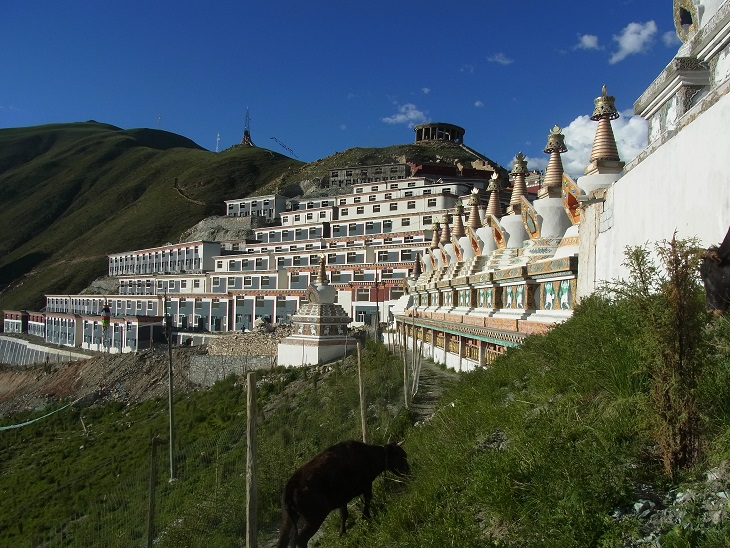
Буддийский монастырь Döndrub Ling (Гьегу Гомпа).